# Raymond John Lahey
Raymond John Lahey (Saint John's, 29 maggio 1940 – Montréal, 10 aprile 2022) è stato un vescovo cattolico canadese, dimesso dallo stato clericale il 16 marzo 2012 per detenzione di materiale pedopornografico.

## Biografia
Monsignor Raymond John Lahey è nato a Saint John's il 29 maggio 1940.

### Formazione e ministero sacerdotale
Dopo aver compiuto gli studi primari e secondari presso il collegio "San Bonaventura" a Saint John's, ha seguito quelli in preparazione al sacerdozio presso l'Università di Ottawa dove conseguito il baccellierato in teologia nel 1961.
Il 13 giugno 1963 è stato ordinato presbitero. Ha proseguito gli studi all'Università di Ottawa dove ha conseguito la licenza in teologia nel 1963 e il dottorato magna cum laude in filosofia nel 1966. Lo stesso anno, per qualche mese, ha studiato diritto canonico presso la Pontificia Università Gregoriana di Roma e quindi si è recato per un biennio a Cambridge, nel Regno Unito, per studiare storia ecclesiastica.
Nel 1968 è rientrato in patria. In seguito è stato amministratore parrocchiale della parrocchia della Santa Croce a Holyrood, vicario generale dell'arcidiocesi di Saint John's dal 1981, parroco della neo-eretta parrocchia di San Pietro a Mount Pearl dal 1982, professore associato di teologia nel Dipartimento di studi religiosi alla Memorial University of Newfoundland e poi capo dello stesso dipartimento, membro del senato accademico della Memorial University of Newfoundland, membro del comitato provinciale dell'educazione religiosa di Terranova e Labrador, membro del consiglio di due scuole cattoliche e del Belvedere Orphanage Trust e membro del consiglio presbiterale. È stato anche vicepresidente nel comitato per il bicentenario dell'evangelizzazione di Terranova e Labrador che ha organizzato la visita di papa Giovanni Paolo II del 1984.
È autore di studi e articoli di teologia e storia della Chiesa, ha contribuito al dizionario biografico canadese ed è stato membro di diversi consigli accademici, tra cui l'American Academy of Religion.

### Ministero episcopale
Il 5 luglio 1986 papa Giovanni Paolo II lo ha nominato vescovo di Saint George's. Ha ricevuto l'ordinazione episcopale il 3 agosto successivo dall'arcivescovo metropolita di Saint John's Alphonsus Liguori Penney, coconsacranti il vescovo di Grand Falls Joseph Faber MacDonald e il vescovo emerito di Saint George's Richard Thomas McGrath.
Il 5 aprile 2003 papa Giovanni Paolo II lo ha nominato vescovo di Antigonish.
Il 7 agosto 2009 ha annunciato che la diocesi di Antigonish aveva raggiunto un accordo da 15 milioni di dollari in una causa con le vittime di abusi sessuali da parte di sacerdoti diocesani risalenti al 1950. L'accordo è stato approvato dalla Corte Suprema della Nuova Scozia il 10 settembre successivo. Nel 2012 la diocesi ha soddisfatto i suoi obblighi legali di versare 15 milioni alle vittime di abusi sessuali. Per farlo aveva dovuto vendere una gran parte delle sue proprietà, liquidare i conti bancari di molte chiese e prendere in prestito 6,5 milioni di dollari da istituti di credito privati.

### Accuse di detenzione di materiale pedopornografico e dimissione dallo stato clericale
Il 15 settembre 2009 monsignor Lahey è tornato in Canada da un viaggio in Europa, arrivando all'Aeroporto Internazionale di Ottawa-Macdonald-Cartier. Gli agenti della Canada Border Services Agency hanno eseguito una ricerca casuale su un computer portatile trasportato da monsignor Lahey. Hanno riscontrato che presumibilmente conteneva "immagini preoccupanti". A monsignor Lahey è stato permesso tuttavia di tornare in Nuova Scozia. Il computer è stato però sequestrato e il servizio di polizia di Ottawa ha affermato che un successivo esame forense aveva rivelato la presenza di immagini pedopornografiche.
Il 26 settembre 2009 papa Benedetto XVI ha accettato la sua rinuncia al governo pastorale della diocesi.
Il 4 maggio 2011 monsignor Lahey si è dichiarato colpevole di tutte le accuse. Ha accettato di andare in carcere, rinunciando al suo diritto alla libertà su cauzione. Il 4 gennaio 2012 è stato condannato a quindici mesi di reclusione e ventiquattro mesi di libertà vigilata. Tuttavia, poiché aveva già trascorso otto mesi in custodia cautelare, è stato rilasciato lo stesso giorno. Ciò è avvenuto a causa di una legge che era stata abrogata dal governo federale nel 2010. È stato possibile usare la norma nel suo caso perché monsignor Lahey aveva commesso il reato nel 2009, prima che la legge fosse abrogata.
Già sospeso a divinis, il 16 maggio 2012 la Santa Sede lo ha dimesso dallo stato clericale.

## Genealogia episcopale
La genealogia episcopale è:
- Cardinale Scipione Rebiba
- Cardinale Giulio Antonio Santori
- Cardinale Girolamo Bernerio, O.P.
- Arcivescovo Galeazzo Sanvitale
- Cardinale Ludovico Ludovisi
- Cardinale Luigi Caetani
- Cardinale Ulderico Carpegna
- Cardinale Paluzzo Paluzzi Altieri degli Albertoni
- Papa Benedetto XIII
- Papa Benedetto XIV
- Papa Clemente XIII
- Cardinale Bernardino Giraud
- Cardinale Alessandro Mattei
- Cardinale Pietro Francesco Galleffi
- Cardinale Giacomo Filippo Fransoni
- Cardinale Carlo Sacconi
- Cardinale Edward Henry Howard
- Cardinale Mariano Rampolla del Tindaro
- Cardinale Rafael Merry del Val
- Cardinale Arthur Hinsley
- Arcivescovo David Mathew
- Cardinale Laurean Rugambwa
- Cardinale Guido Del Mestri
- Arcivescovo Alphonsus Liguori Penney
- Vescovo Raymond John Lahey